# Schefflera secunda
Schefflera secunda är en araliaväxtart som beskrevs av Philipson. Schefflera secunda ingår i släktet Schefflera och familjen araliaväxter. Inga underarter finns listade.